# Marcus Solberg
Marcus Solberg Mathiasen er en dansk fodboldspiller, der spiller for Thisted FC, hvortil han er på leje fra Vendsyssel FF

## Klubkarriere
Marcus blev i flere år anset som et stort angrebstalent. Skader betød dog, at han aldrig fik gennembruddet i sin oprindelige klub, AGF.
I sommeren 2015 skiftede han til Silkeborg IF på en toårig kontrakt. Den 15. april blev det offentliggjort, at Solberg blev lejet til Fjölnir for resten af 2016, og i november 2016 skiftede han permanent til klubben, hvortil han var udlejet, selvom Solberg havde et halvt år tilbage af sin kontrakt med Silkeborg IF.

### Vendsyssel FF
I januar 2018 skiftede Solberg til Vendsyssel FF, som han var med til at sikre oprykningen til Superligaen samme sommer.
Han blev i slutningen af januar 2019 udlejet til 1. divisionsklubben Thisted FC, da han ikke havde umiddelbar udsigt til spilletid for Vendsyssel FF. Lejekontrakten gjaldt for foråret 2019.